# Argemiro
Argemiro Pinhero da Silva, surnommé également Argemiro (né le 3 juin 1915 à Ribeirão Preto au Brésil et décédé le 4 juillet 1975 dans la même ville), était un joueur de football brésilien.

## Biographie

### Joueur
Durant sa carrière de joueur, Argemiro ne joue que dans le championnat du Brésil (d'abord Rio Preto de 1931 à 1935, puis la Portuguesa entre 1935 et 1938, et enfin Vasco de Gamaz de 1938 à 1945).

### International
Il joue aussi entre 1938 et 1942 avec l'équipe du Brésil, et joue en tout 11 matchs.
Il est connu pour avoir disputé à la coupe du monde 1938 en France.